# Carl Jakob Bachem
Carl Jakob Bachem (* 20. Januar 1938 in Bonn-Beuel) ist ein Bonner Heimatforscher.

## Leben und Wirken
Bachem studierte nach humanistischem Abitur Staats- und Gesellschaftswissenschaften sowie Geschichte in Bonn, Köln und Freiburg und schloss als Diplom-Volkswirt (Bonn) ab. Von 1964 bis zu seinem Ruhestand 2002 war er als Verbandsgeschäftsführer in der Wirtschaft tätig, seit 1974 als Geschäftsführendes Präsidialmitglied des Bundesverbandes der Deutschen Erfrischungsgetränke-Industrie.
Schon früh engagierte sich Bachem in der ehrenamtlichen Geschichts- und Denkmalpflege der Stadt Bonn, mit Schwergewicht auf dem Stadtbezirk Bonn-Beuel. Sein Interesse ist darauf gerichtet, die Bürgerschaft mit ihrer Geschichte und deren sichtbaren Zeichen, den Denkmälern, vertraut zu machen und diese Teil ihrer Identität werden zu lassen. Dieses Ziel verfolgt er nicht nur als gesuchter Fachreferent, sondern auch als Autor zahlreicher Publikationen, speziell zur Geschichte Beuels und seiner Ortsteile.
Als seinerzeitiger zweiter Vorsitzender des Heimat- und Geschichtsvereins Beuel a. Rh. war er 1982 Mitinitiator des Heimatmuseums Beuel. Seit 1980 gehört er dem Vorstand des 1975 zur Rettung des spätbarocken Mehlem’schen Hauses gegründeten Denkmal- und Geschichtsvereins Bonn-Rechtsrheinisch e.V an, dessen Vorsitz er seit 1993 innehat. In dieser Funktion betrieb er u. a. die Begründung zweier historischer Schriftenreihen des Vereins sowie die denkmalpflegerische Rettung u. a. des Bürgermeister-Stroof-Hauses, den Wiederaufbau des Vilicher Stiftstorbogens, die Errichtung des Römerdenkmals in Schwarzrheindorf und die Sicherung einer ganzen Reihe weiterer Bau- und Bodendenkmäler, darunter auch der Industriedenkmäler Jutespinnerei und Zementfabrik (heute Bonner Bogen). 2013 gelang ihm die Schaffung des Geschichtswegs "Braunkohle+Alaun auf der Ennert-Hardt".
Bachem ist Mitbegründer und Leiter der 2009 eröffneten musealen Erinnerungsstätte Bürgermeister-Stroof-Haus, der historischen Forschungs-, Bildungs- und Begegnungsstätte im rechtsrheinischen Bonn, für deren Programmatik er seitdem zuständig ist.
Ferner ist er seit 1986 Vorsitzender der Arbeitsgemeinschaft der Bonner Geschichtsvereine (mit Unterbrechung 1995–2008). Zudem gehört er seit Jahren sowohl dem Denkmalgremium des Rates der Stadt Bonn als auch dem städtischen Landschaftsbeirat (jetzt "Naturschutzbeirat") an.
Bachem ist Mitglied des Wissenschaftlich-Katholischen Studenten-Verbands Unitas (Unitas-Salia Bonn, Unitas Freiburg) sowie der deutschen Lions (Lions Club Bonn).

## Ehrungen
- 1989: Bundesverdienstkreuz am Bande
- 1994: Rheinlandtaler
- 2005: Dr.-Otto-Röpke-Preis
- 2013: Bundesverdienstkreuz 1. Klasse

## Veröffentlichungen (Auswahl)
- Beueler Chronik. Zeittafel zur Geschichte des rechtsrheinischen Bonn. Stadt Bonn, Bonn 1989, ISBN 3-922832-06-7.
- Vom Heiderschen Hof zum Cellitinnen-Kloster. Ein Kapitel aus der Ortsgeschichte Geislers.Denkmal- und Geschichtsverein Bonn-Rechtsrheinisch, Bonn-Beuel 2008, ISBN 978-3-9812164-1-7.